# Phát trực tiếp
Phát trực tiếp, chính xác hơn là phát luồng trực tiếp (tiếng Anh: live stream, hoặc livestreaming) đề cập đến việc truyền phát trực tuyến một đối tượng được ghi lại và phát ra trên một thiết bị khác trong cùng khoảng thời gian đó. Vì vậy, truyền phát có thể đề cập đến bất kỳ phương tiện nào được phân phối và phát lại đồng thời mà không yêu cầu tệp tải xuống hoàn toàn. Các phương tiện không trực tiếp như video theo yêu cầu, vlog và video YouTube được truyền phát kỹ thuật, nhưng không được phát trực tiếp.
Dịch vụ truyền phát trực tiếp bao gồm nhiều chủ đề khác nhau, từ phương tiện truyền thông xã hội đến trò chơi video đến thể thao chuyên nghiệp. Các nền tảng như Facebook Live, Periscope, Kuaishou và 17 bao gồm phát trực tuyến các chương trình khuyến mãi và sự kiện nổi tiếng cũng như phát trực tuyến giữa người dùng, như trong videotelephony. Các trang web như Twitch đã trở thành cửa hàng phổ biến để xem mọi người chơi trò chơi video, chẳng hạn như trong thể thao điện tử, chơi trò chơi theo phong cách chơi trò chơi hoặc tốc độ. Truyền phát trực tiếp của các sự kiện thể thao là một ứng dụng phổ biến.

## Thiết lập truyền phát trực tiếp
Tương tác người dùng thông qua các phòng trò chuyện tạo thành một thành phần chính của truyền phát trực tiếp. Nền tảng thường bao gồm khả năng nói chuyện với đài phát sóng hoặc tham gia vào các cuộc trò chuyện trong trò chuyện. Một ví dụ cực đoan về sự giao thoa của người xem là thử nghiệm xã hội Twitch Plays Pokémon, nơi người xem hợp tác để hoàn thành các trò chơi Pokémon bằng cách nhập các lệnh tương ứng với đầu vào của bộ điều khiển.